# CNH Industrial
CNH Industrial N.V. je jedna z velkých světových kapitálových společností, registrovaná v Nizozemsku a s kancelářemi v Londýně. Finančně je kontrolována italskou investiční společností Exor, která patří rodině Agnelli. Hlavní činnost skupiny je vývoj, výroba a prodej zemědělských a stavebních strojů, nákladních a užitkových automobilů, autobusů a dalších vozidel, ale i průmyslových a lodních motorů. Zaměstnává přibližně 63 000 osob ve 180 zemí světa. CNH Industrial N.V. byl ustanoven sloučením Fiat Industrial S.p.A. a CNH Global v říjnu 2012 a začal operovat v září 2013. Společnost je obchodována na newyorské a italské burze.
Mezi 12 značek skupiny patří:
- Case IH
- Steyr
- Case Construction Equipment
- New Holland Agriculture
- New Holland Construction
- Iveco
- Astra
- Iveco Bus
- Heuliez Bus
- Magirus
- Iveco Defence Vehicles
- FPT Industrial